# Серов, Игорь Евгеньевич
Игорь Евгеньевич Серо́в (29 июня 1970, село Митино Гаврилов-Ямского района Ярославской области — 9 сентября 1999, Дагестан) — командир отделения ярославского отряда милиции особого назначения, прапорщик, Герой Российской Федерации (30 декабря 1999 года; посмертно).

## Биография
Родился в селе Митино Гаврилов-Ямского района Ярославской области. Русский. В 1988 году окончил ПТУ № 5 в областном центре. Работал на Ярославском шинном заводе, помощником машиниста тепловоза в локомотивном депо. Срочную службу проходил в  пограничных войсках в 1988—1990 годах. После службы стажёром пришел в Ярославский ОМОН, затем стал командиром отделения. Четыре раза выезжал в служебные командировки на Северный Кавказ. Погиб 9 сентября 1999 года во время штурма села Чабанмахи. Похоронен в Ярославле.

## Подвиг
4 сентября 1999 года группа ярославского ОМОНА вместе с 17-м отрядом специального назначения была включена в штурмовую группу для освобождения от чеченских бандитов и наёмников селения Чабанмахи.
Утром 9 сентября штурмовая группа атаковала укрепрайоны, оборудованные на господствующих у села высотах. Группе, куда входил Игорь, была поставлена задача занять два важных рубежа.
Сложная гористая местность и хорошо оборудованные позиции противника не позволяли полностью накрыть боевиков ни артиллерии, ни самоходкам, ни авиации. Хорошо зная местность, бандиты подпускали солдат на близкое расстояние и затем открывали ураганный огонь, отсекая пути отхода. Тем не менее, первый рубеж на окраине села штурмовая группа захватила и начала закрепляться под непрекращающимся снайперским, пулемётным огнём и огнём гранатометчиков.
Игорь оборудовал свою позицию на окраине села, у полуразрушенного дома. Неожиданно он увидел рядом боевика, бросившего гранату в сторону пулемётного расчета, где залегли ребята из его группы. Игорь успел крикнуть, предупреждая товарищей: «Граната!» — и выстрелом свалить нападавшего… Счёт шёл на секунды. Броситься самому в укрытие уже не хватило времени и Игорь, спасая товарищей, закрыл своим телом упавшую рядом с ним гранату. Осколки буквально изрешетили его тело.
Доставить Игоря немедленно в госпиталь возможности не было — кругом шёл ожесточенный бой. После окончания боя Игорь Серов скончался, не приходя в сознание.
Похоронен в Ярославле на Воинском мемориальном кладбище вместе со своими сослуживцами, Героями Российской Федерации С. В. Сниткиным и А. А. Селезнёвым.
Указом Президента Российской Федерации № 1745 от 30 декабря 1999 года за мужество и героизм, проявленные в ходе контр-террористической операции на Северном Кавказе, капитану милиции Серову Игорю Евгеньевичу присвоено звание Героя Российской Федерации (посмертно).